# Louis Gabriel Ambroise de Bonald
Louis Gabriel Ambroise de Bonald (ur. 2 października 1754 w Le Monna k. Millau, zm. 23 listopada 1840) – francuski filozof i publicysta, teoretyk nauki o państwie, zwolennik monarchii teokratycznej. Jeden z głównych przedstawicieli tradycjonalizmu, rojalista i przeciwnik filozofii oświecenia. Od 1816 r. członek Akademii Francuskiej (zasiadał w fotelu 30).

## Życiorys
Za panowania Ludwika XVI służył w armii. W latach 1791–1797 przebywał na emigracji w Niemczech, gdzie związał się z myślicielami rojalistycznymi. Za Ludwika XVIII deputowany ultramontanów. Po roku 1836 jako przeciwnik nowej dynastii utracił godność para.
Wprowadził do filozofii francuskiej kierunek teologiczny. W pracach swych wyrażał poglądy i dążenia rojalistów. Przeciwnik Rousseau i reakcji klerykalnej okresu restauracji, jako ideologicznej przesłanki rewolucji francuskiej. Występował przeciwko teorii umowy społecznej i teorii podziału władz. Bronił tradycjonalistycznej koncepcji porządku społecznego, której ideałem była monarchia absolutna. Opierając się na swej teologicznie zorganizowanej filozofii, starał się wykazać, że wolność jednostki, prawa polityczne i swobody demokratyczne niszczą jedność społeczeństwa i powodują jego upadek. Argumentacja Bonalda stanowiła częstokroć ideologiczne uzasadnienie legitymizmu. 
Jeden z twórców wspólnie z Josephem de Maistrem konserwatyzmu tradycjonalistycznego. Jednym z jego czterech synów był Louis kardynał de Bonald.